# Henri Gosejacob
Henri Gosejacob (14 de Dezembro de 1915 - 24 de Fevereiro de 1944) foi um comandante de U-Boot que serviu na Kriegsmarine durante a Segunda Guerra Mundial.